# National Cowboy & Western Heritage Museum
Il National Cowboy & Western Heritage Museum è un museo di Oklahoma City, in Oklahoma, negli Stati Uniti d'America; ha l'obiettivo di conservare ed interpretare la storia e le culture in evoluzione del West americano.
La struttura raccoglie più di 28.000 opere d'arte e manufatti del Far West e degli Indiani d'America, inoltre conserva le più vaste collezioni al mondo riguardanti il  rodeo americano, fotografie, filo spinato, finimenti e trofei dei primi rodei.
Ogni anno a giugno il museo diventa una galleria d'arte per il Prix de West Invitational Art Exhibition and Sale durante il quale si vendono opere d'arte originali per raccogliere fondi per il museo.
Il museo è aperto tutti i giorni dalle 10:00 alle 17:00. tranne la domenica dalle 12:00 alle 17:00.